# Yutaka Tahara
Yutaka Tahara (森﨑 和幸?, Tahara Yutaka; Kagoshima, 27 aprile 1982) è un ex calciatore giapponese, attaccante.

## Carriera
Ha partecipato ai mondiali Under-20 del 2001.